# Vítězslav Černoch
Mgr. Vítězslav Černoch (* 21. října 1965, Karlovy Vary) je český houslista a pedagog. Byl primáriem významných českých komorních souborů České Noneto, Stamicovo kvarteto, Kubelíkovo kvarteto. Od roku 2006 žije s manželkou Marlen Vavříkovou. v USA.

## Životopis

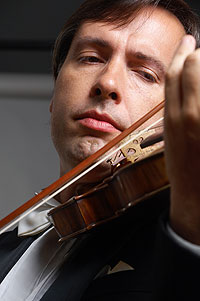
Vítězslav Černoch

Vystudoval Pražskou konzervatoř ve třídě prof. Jaroslava Foltýna a hudební fakultu AMU u prof. Nory Grumlíkové. Studium si doplnil na mistrovských kursech u prof. Olega Kryssy na Akademii Franze Liszta v německém Výmaru. Už jako dvanáctiletý se zúčastnil mezinárodní soutěže Jaroslava Kociana v Ústí nad Orlicí, ve které získal 1. cenu. Během studia na Pražské konzervatoři se dvakrát zúčastnil Beethovenovy soutěže v Hradci nad Moravicí, kde získal 3. a 1. cenu. Svá studia na pražské AMU zakončil provedením Čajkovského houslového koncertu D Dur s Orchestrem hl. města Prahy FOK ve Smetanově síni Obecního domu v Praze.
Ještě jako student AMU byl poprvé pozván na houslový festival do venezuelského Caracasu a od té doby aktivně působí na českých i zahraničních pódiích, vystupuje jako sólista nebo člen komorních souborů v mnoha zemích Evropy, Asie i Ameriky, hraje na pódiích jako Wigmore Hall v Londýně, Beethoven Hall v Bonnu, Tsuda Hall a Opera City Hall v Tokiu, Phoenix Hall nebo Izumi Hall v Ósace, Carnegie Hall v New Yorku, St.Lawrence Center of Art v Torontu, Museum of Art v Clevelandu. Do současnosti vystupoval na více než 1600 koncertech, hrál v kulturních centrech Severní i Jižní Ameriky (Kanada, USA, Venezuela, Brazílie), Afriky (Tunisko), Asie (Japonsko, Tchaj-wan, Hongkong, Korea, Macao) a Evropy (všechny země EU, Švýcarsko, Rusko). Několikrát byl přizván českými orchestry jako sólista na jejich evropská turné, např. s Karlovarským symfonickým orchestrem hrál na koncertech v Německu a Španělsku, se Západočeským symfonickým orchestrem na koncertech v Německu atd.
V roce 1992 se stal primáriem Českého noneta, kde působil do roku 1994. V letech 1995-2001 byl prvním houslistou Stamicova kvarteta a od roku 2003 působil jako primárius Kubelíkova kvarteta. Spolupracoval s předními umělci, např. cellista Antonio Meneses, kytaristé Pepe Romero a María Isabel Siewers, klarinetista Ronald van Spaendonck, houslista Josef Suk, klavíristé prof. Boris Krajný, Ivan Klánský, Antonín Kubálek, Daniel Wiesner, Igor Ardašev, hrál se členy Kocianova kvarteta, Talichova kvarteta, Pražákova kvarteta a mnoho dalších.
Podílel se na vzniku více než 20 CD pro KoArt, Lotos, Matouš, Panton, Bonton, Supraphon, německou firmu Bayer Records a americkou J.J.Enterprise. Za nahrávku 16 smyčcových kvartetů Aloise Háby na čtyřech CD (Bayer Records) a jejich souborném provedení na třech koncertech v rámci mezinárodního hudebního festivalu Pražské Jaro získal v roce 1997 cenu České hudební rady.
Vedl mistrovské kursy houslové a komorní hry během koncertních turné v Japonsku, na Tchaj-wanu, v Řecku, v Anglii a v USA.
Je exkluzívně zastupován agenturou Great Lakes Performing Artist Associates se sídlem v Detroitu.